# ایستگاه رایسلیپ غربی
ایستگاه رایسلیپ غربی(به انگلیسی: West_Ruislip_station) یک ایستگاه از خط مرکزی و از خطوط متروی لندن است.که در منطقه ۶ متروی لندن قرار دارد و در ۲ آوریل ۱۹۰۶ افتتاح شده است.این ایستگاه سالانه ۹۶۵٬۰۰۰ مسافر جابجا می‌کند

## نگارخانه

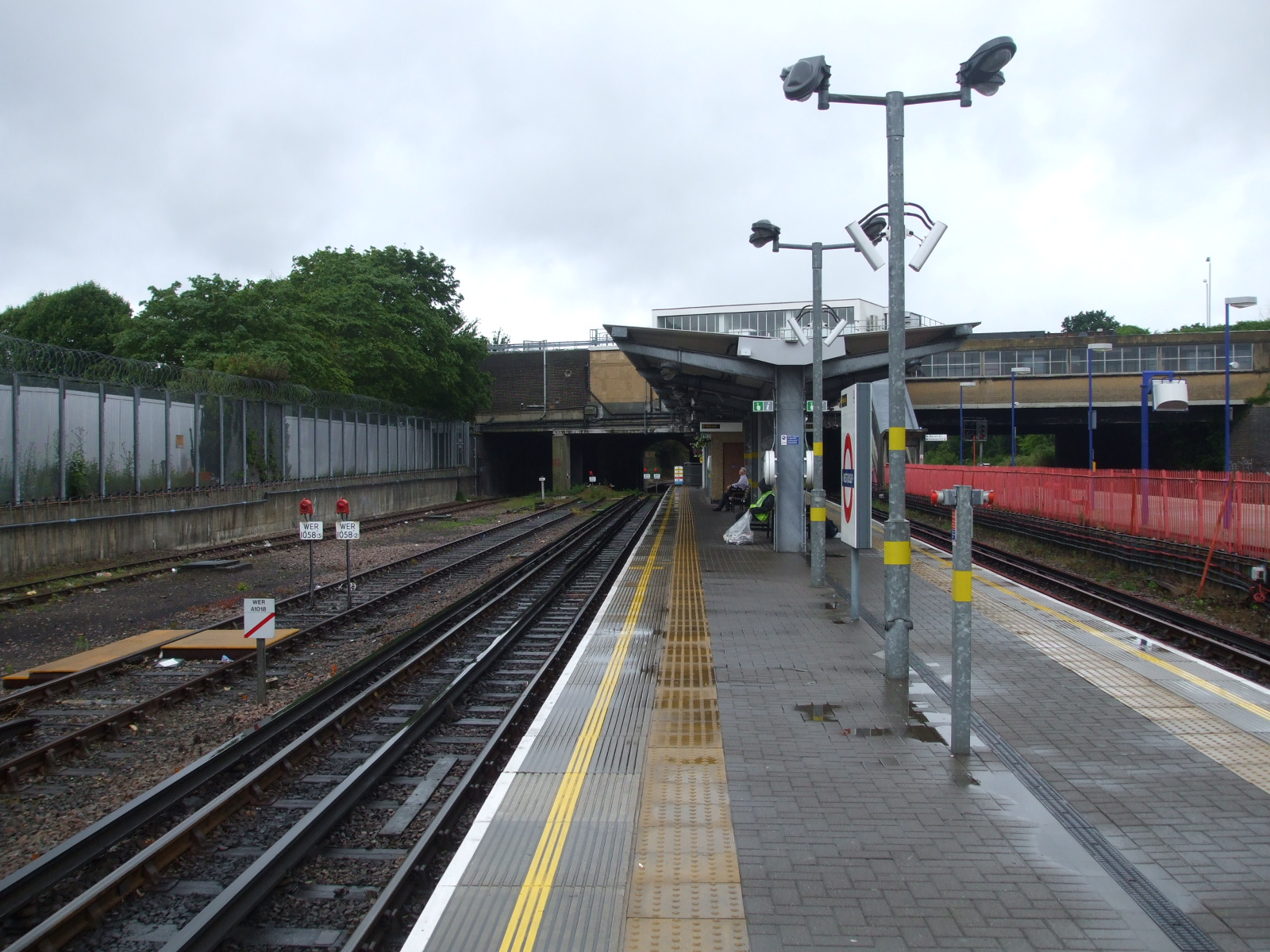
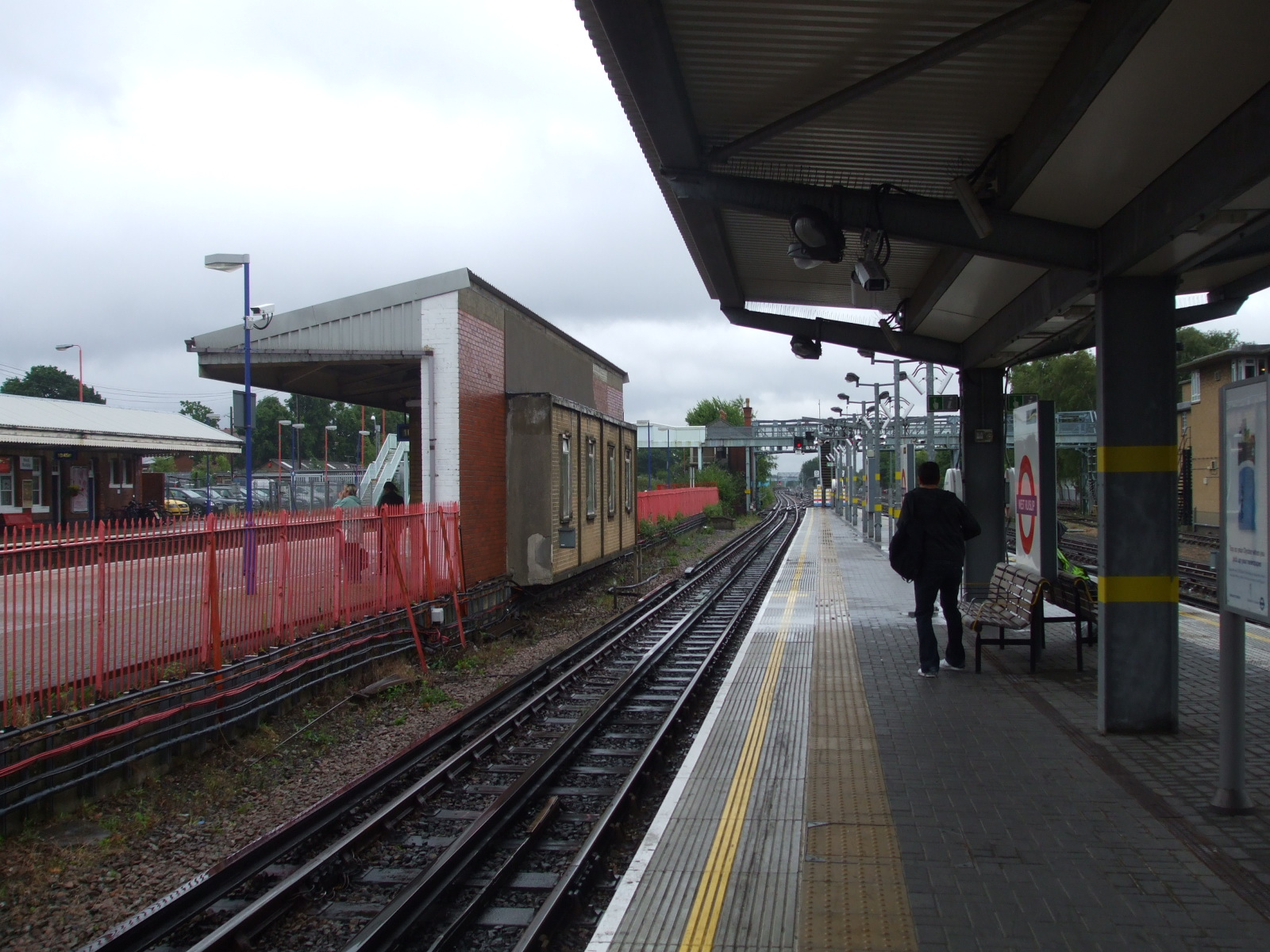
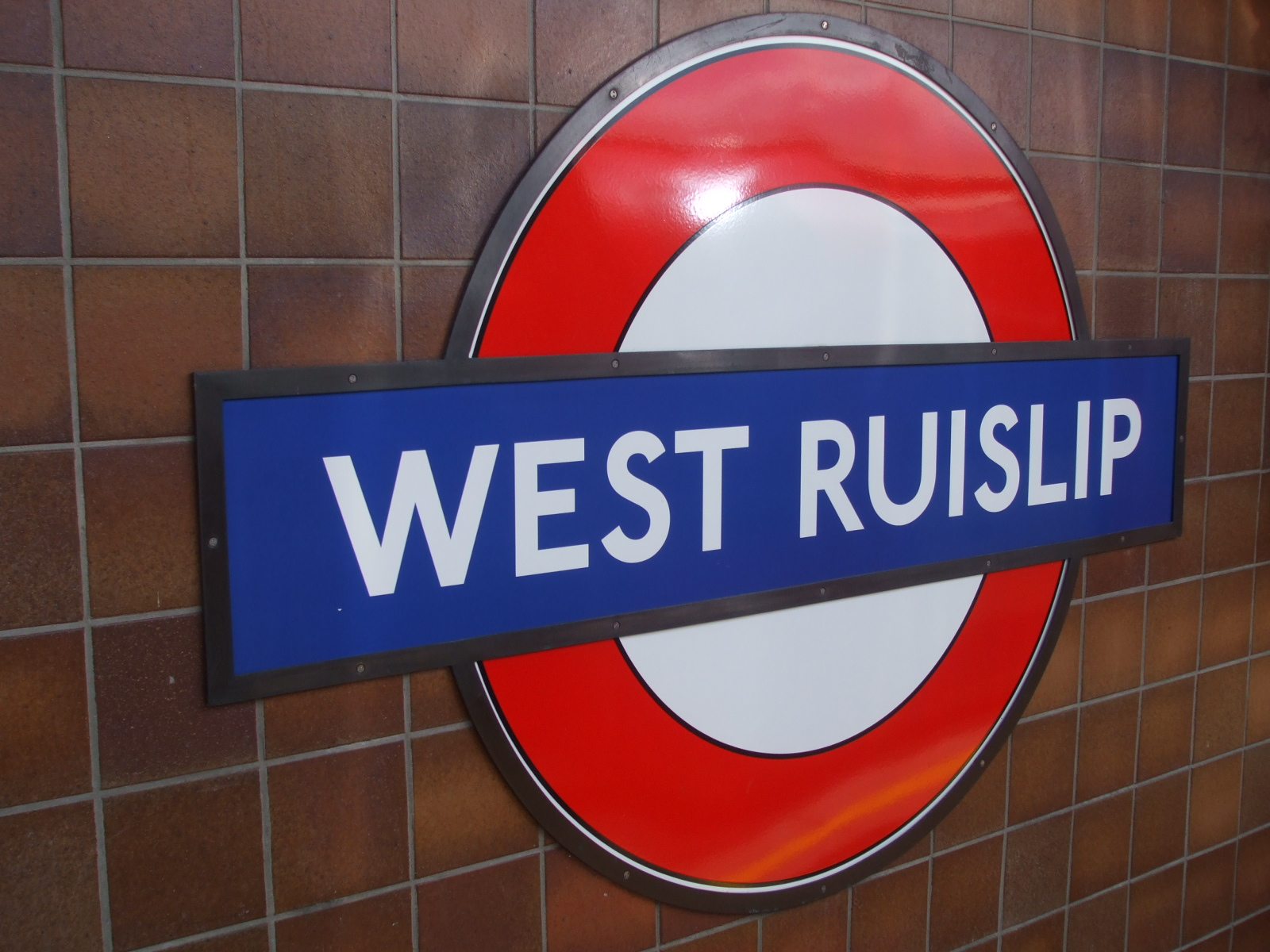
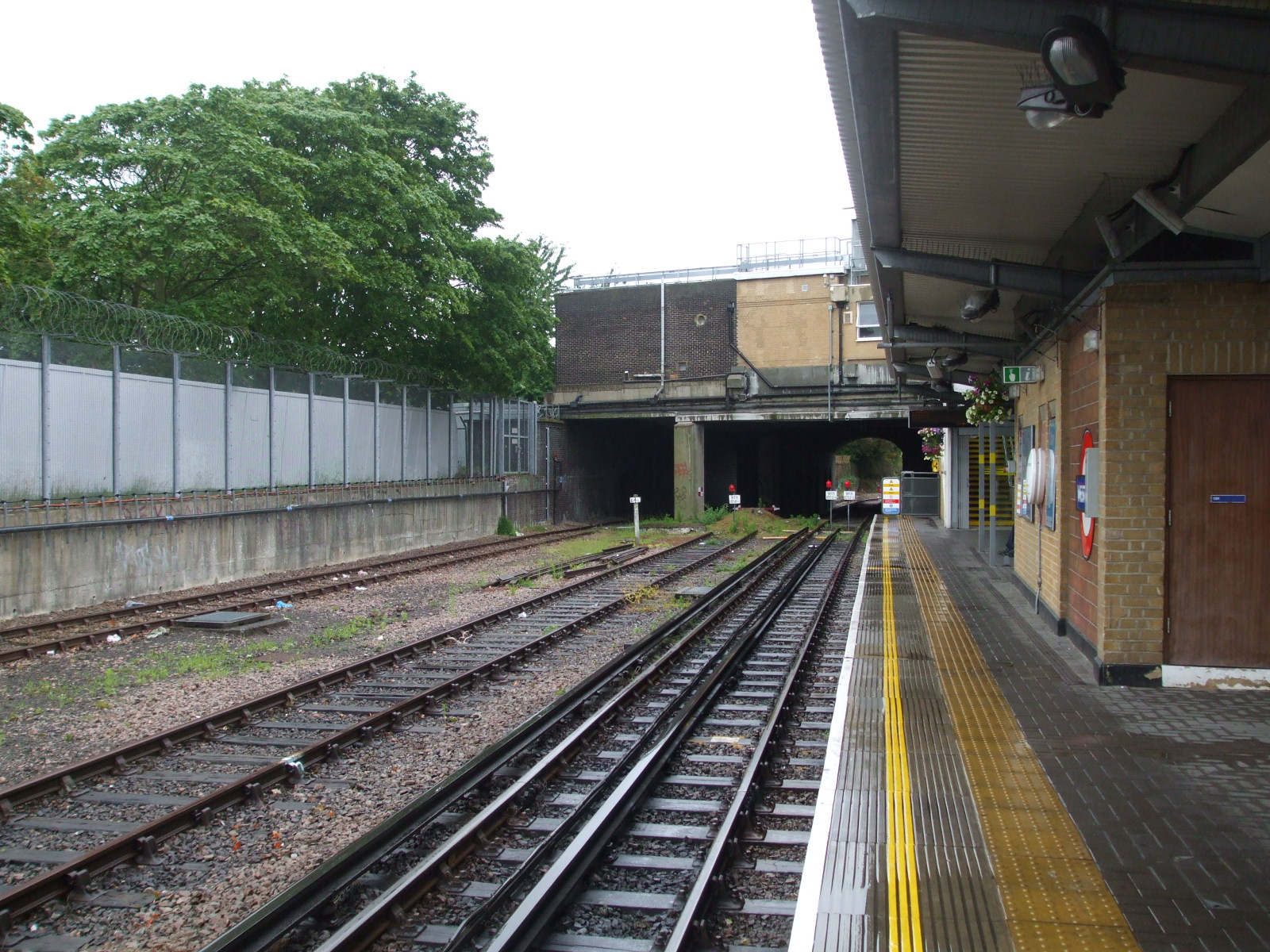
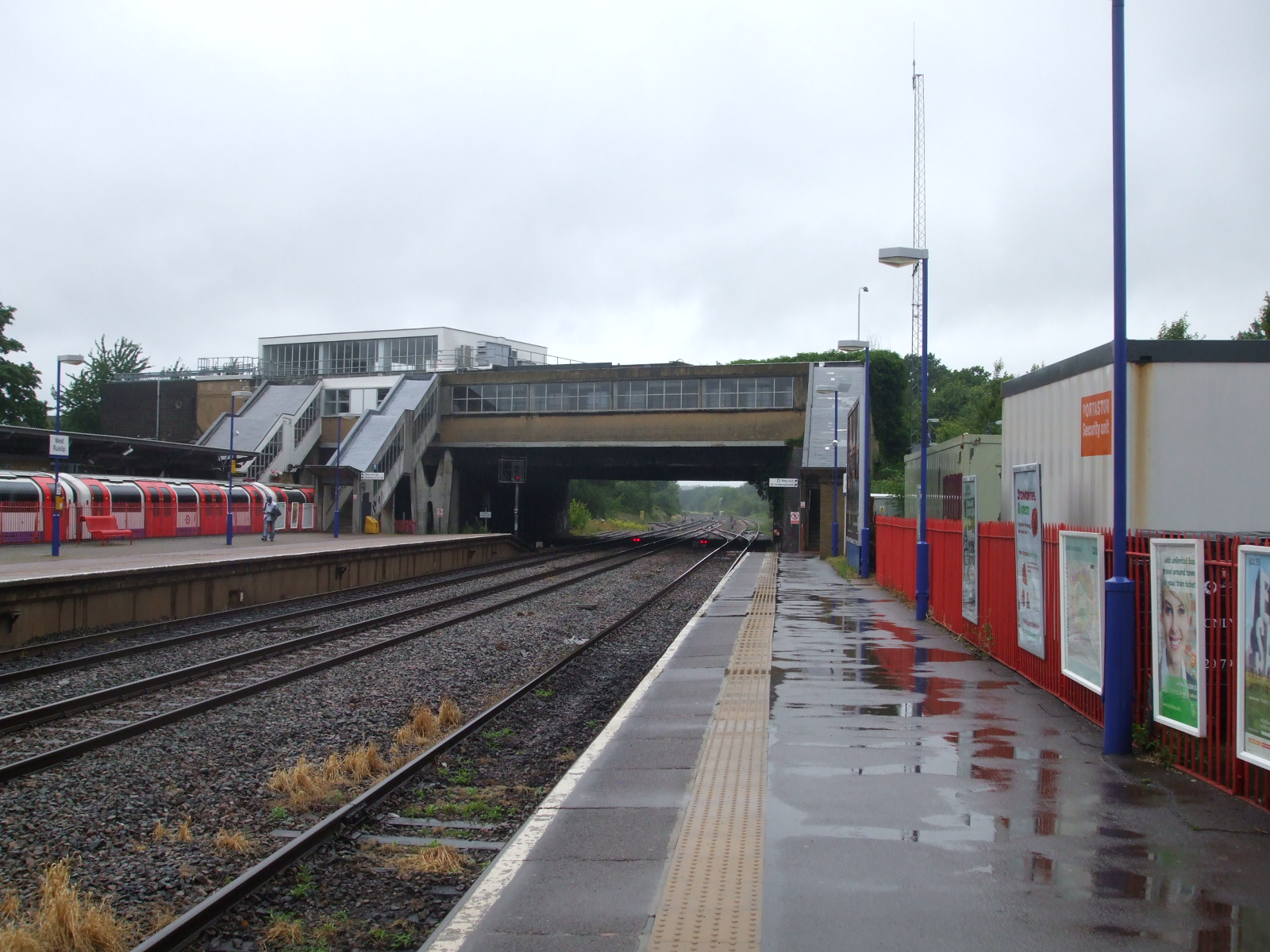
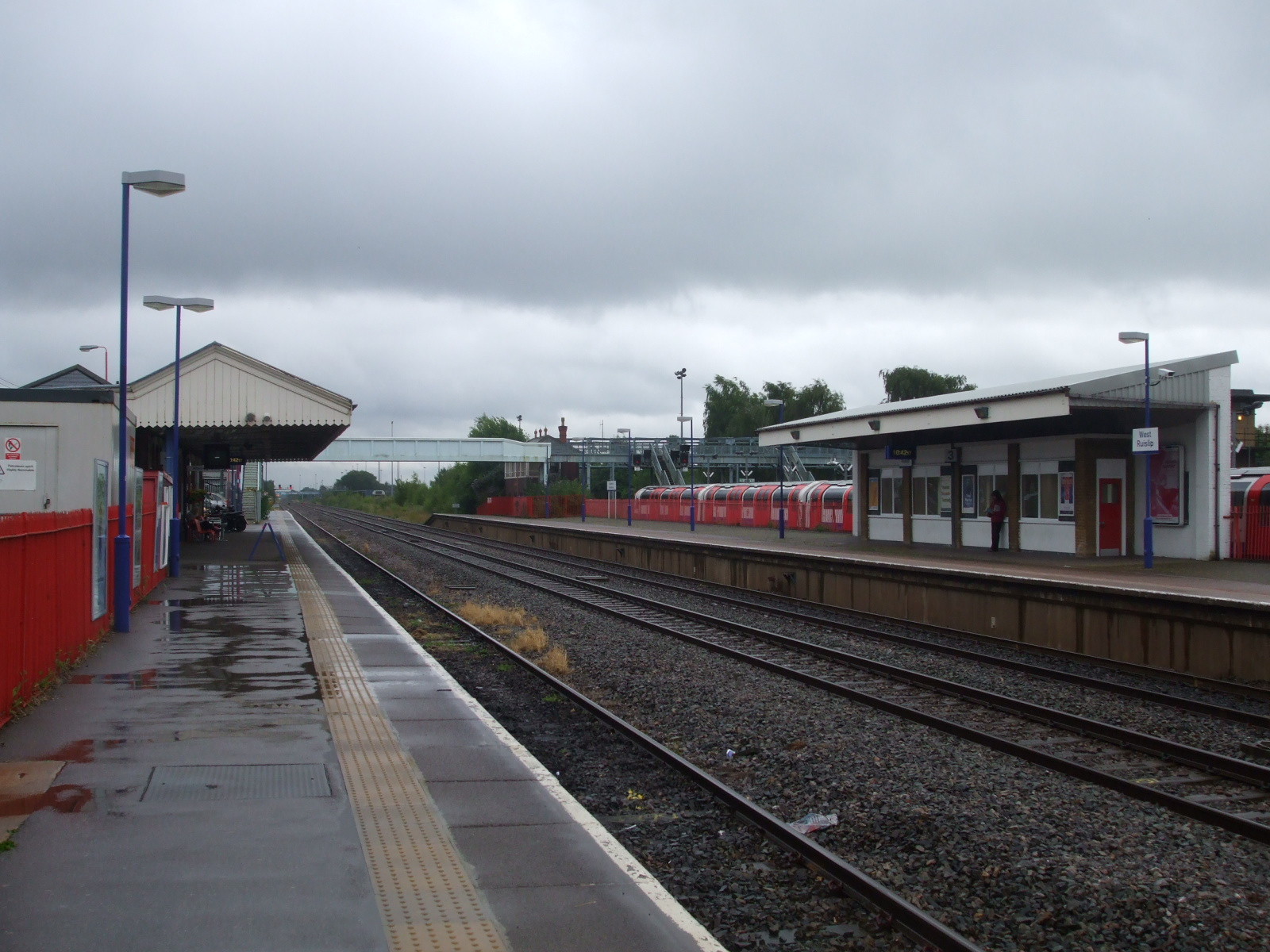
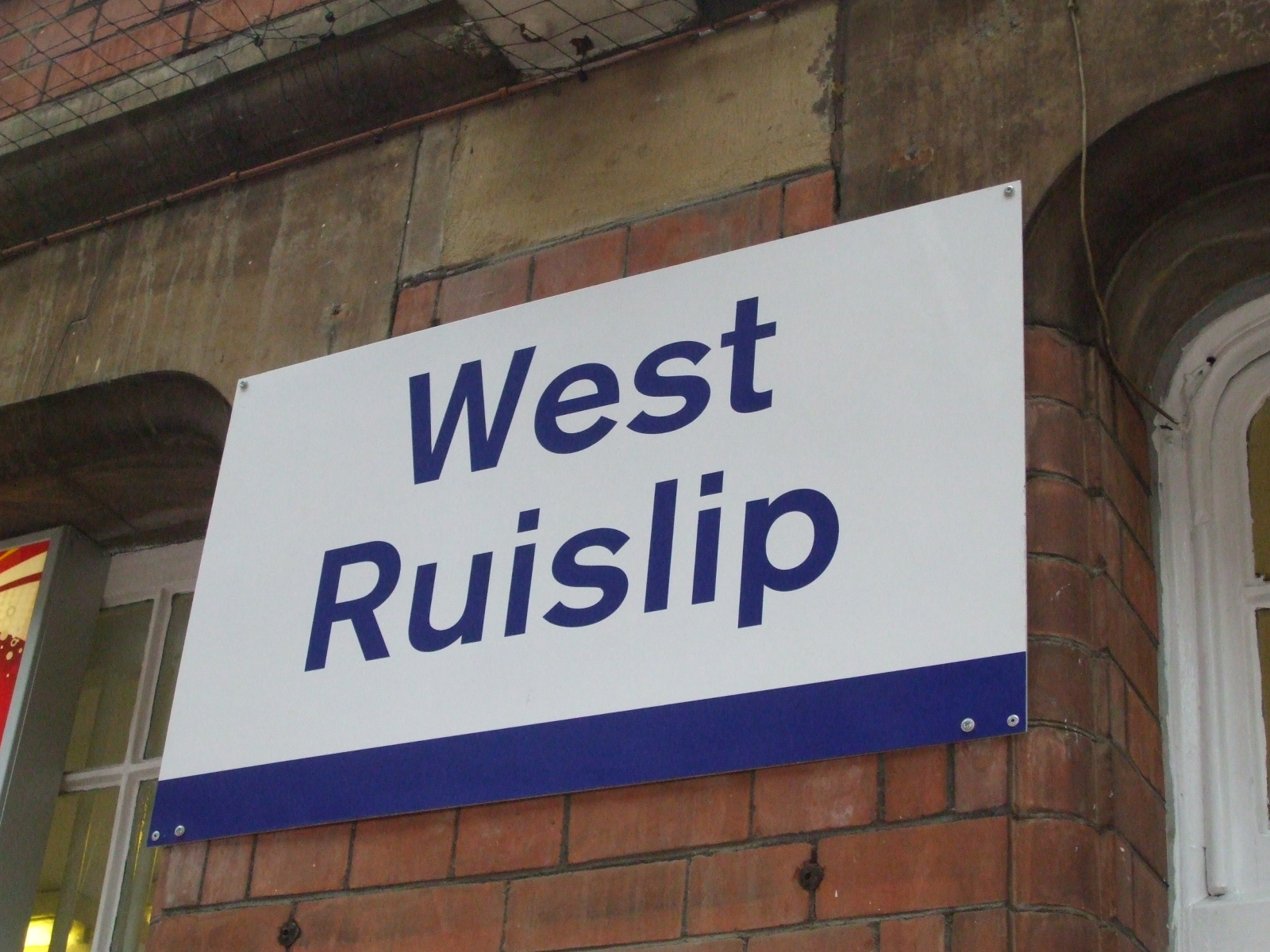
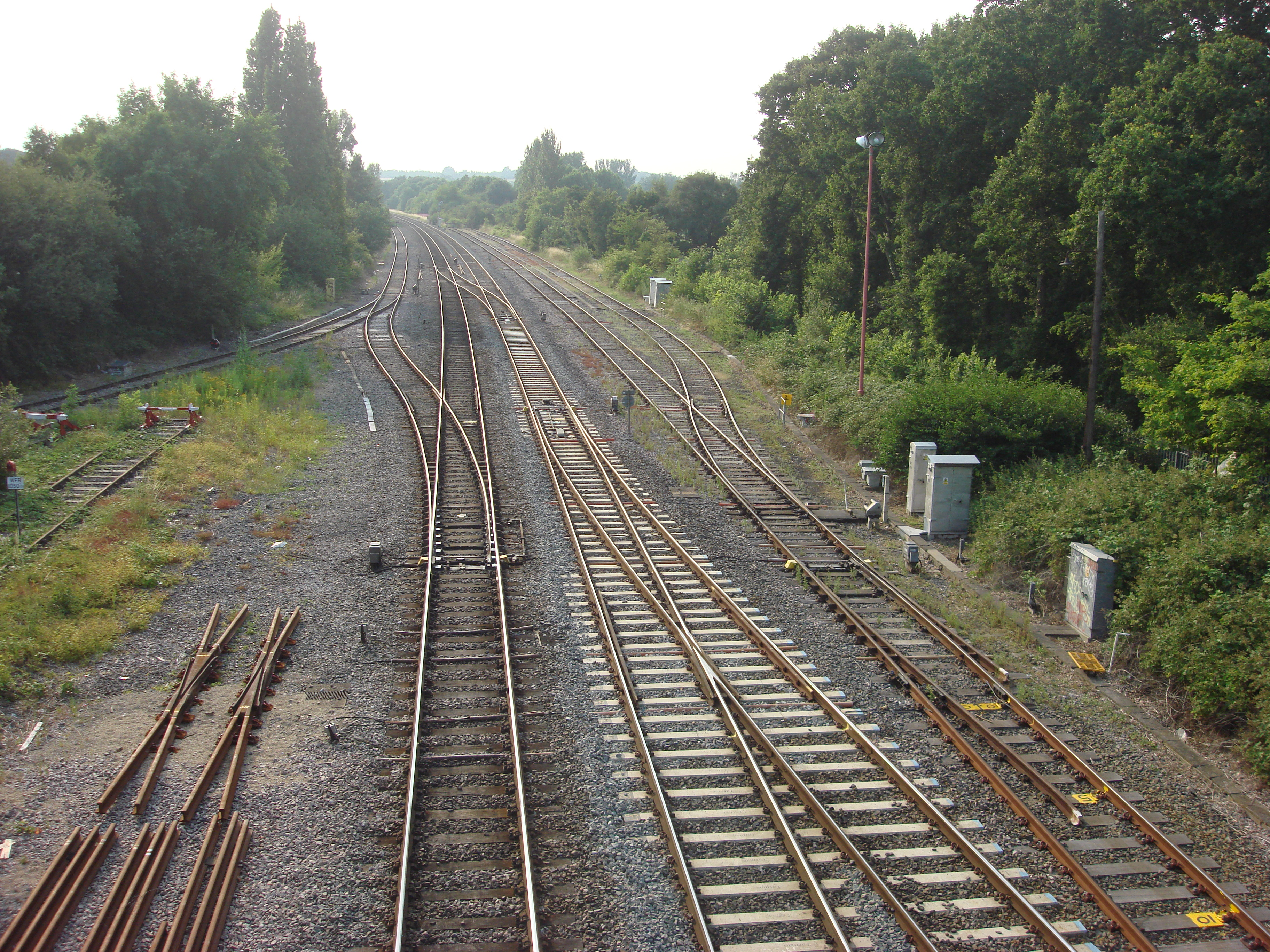
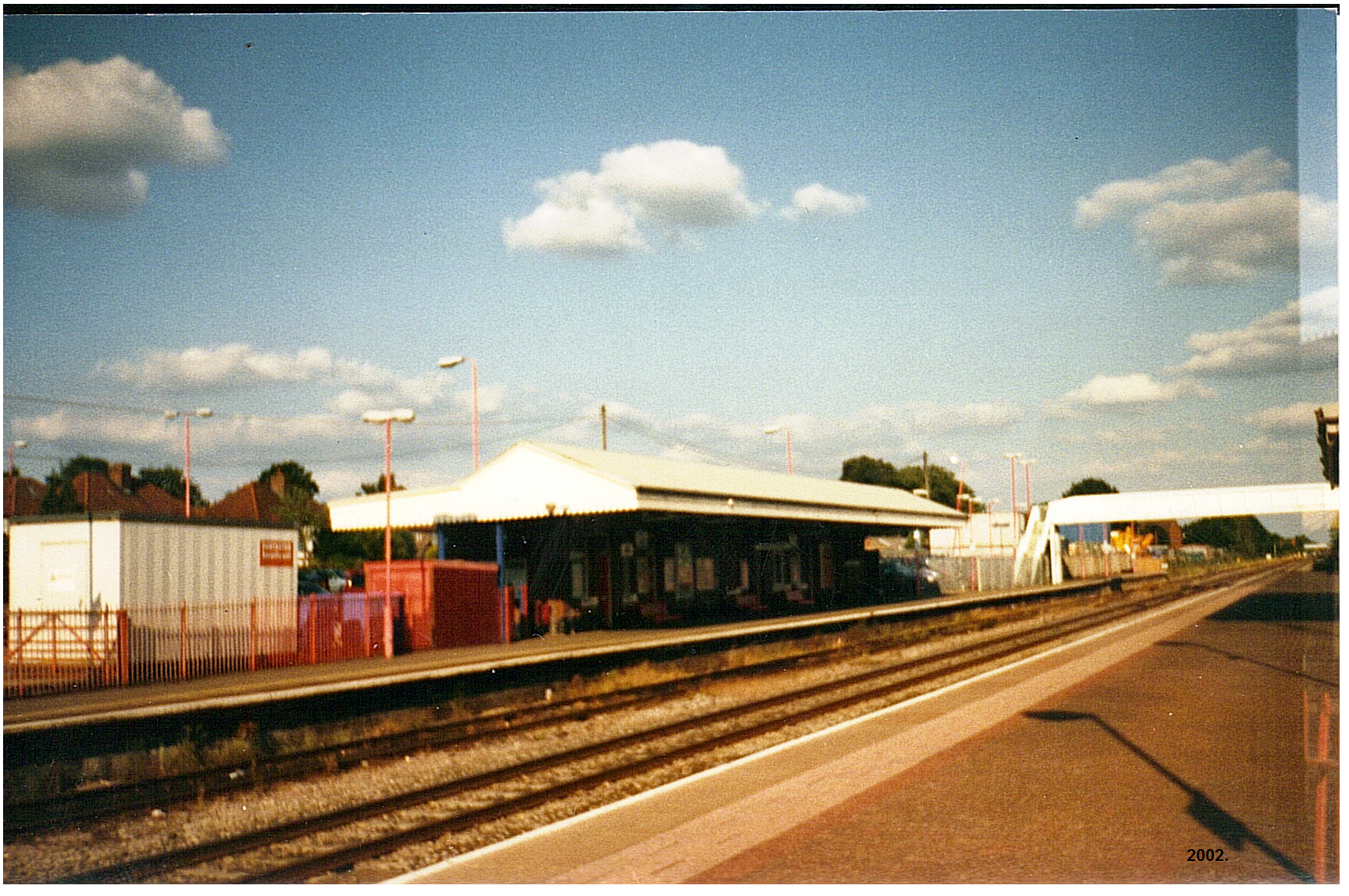
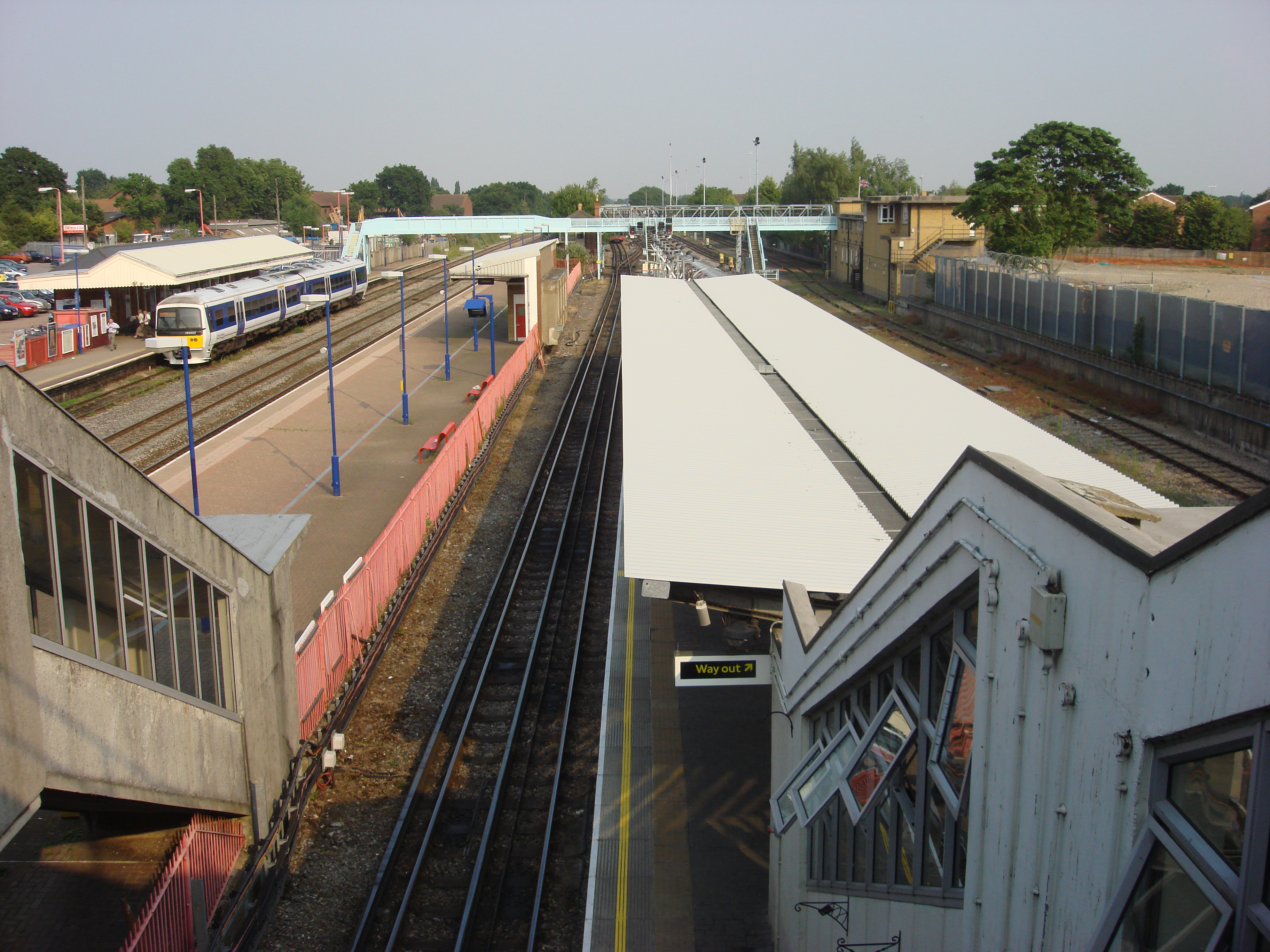
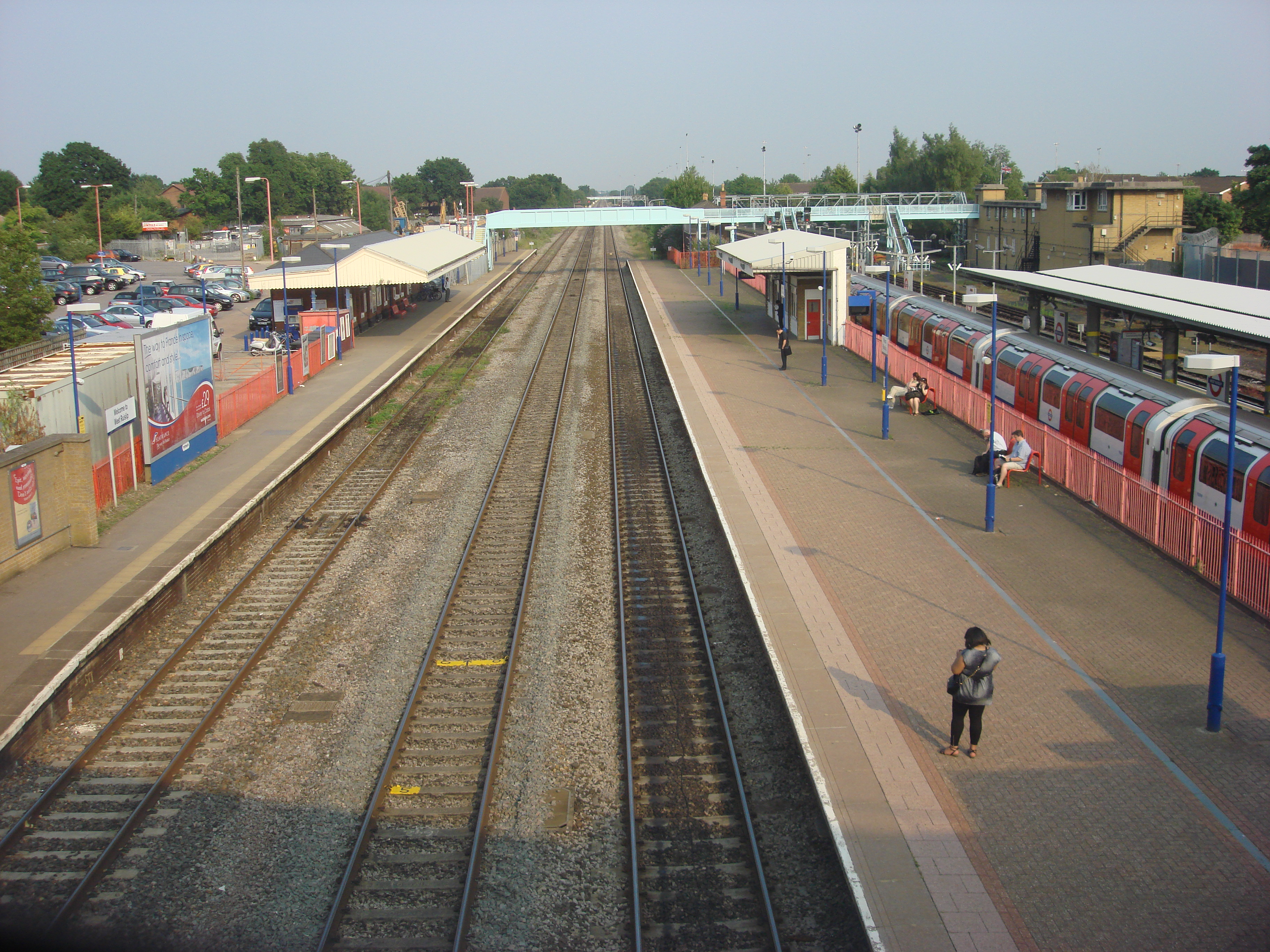
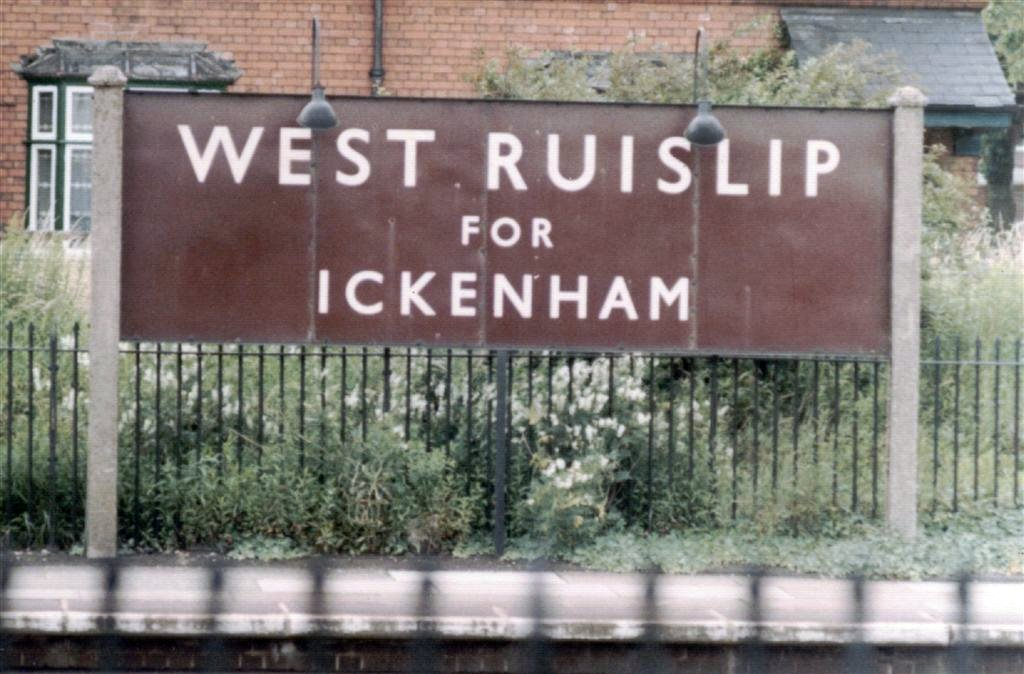
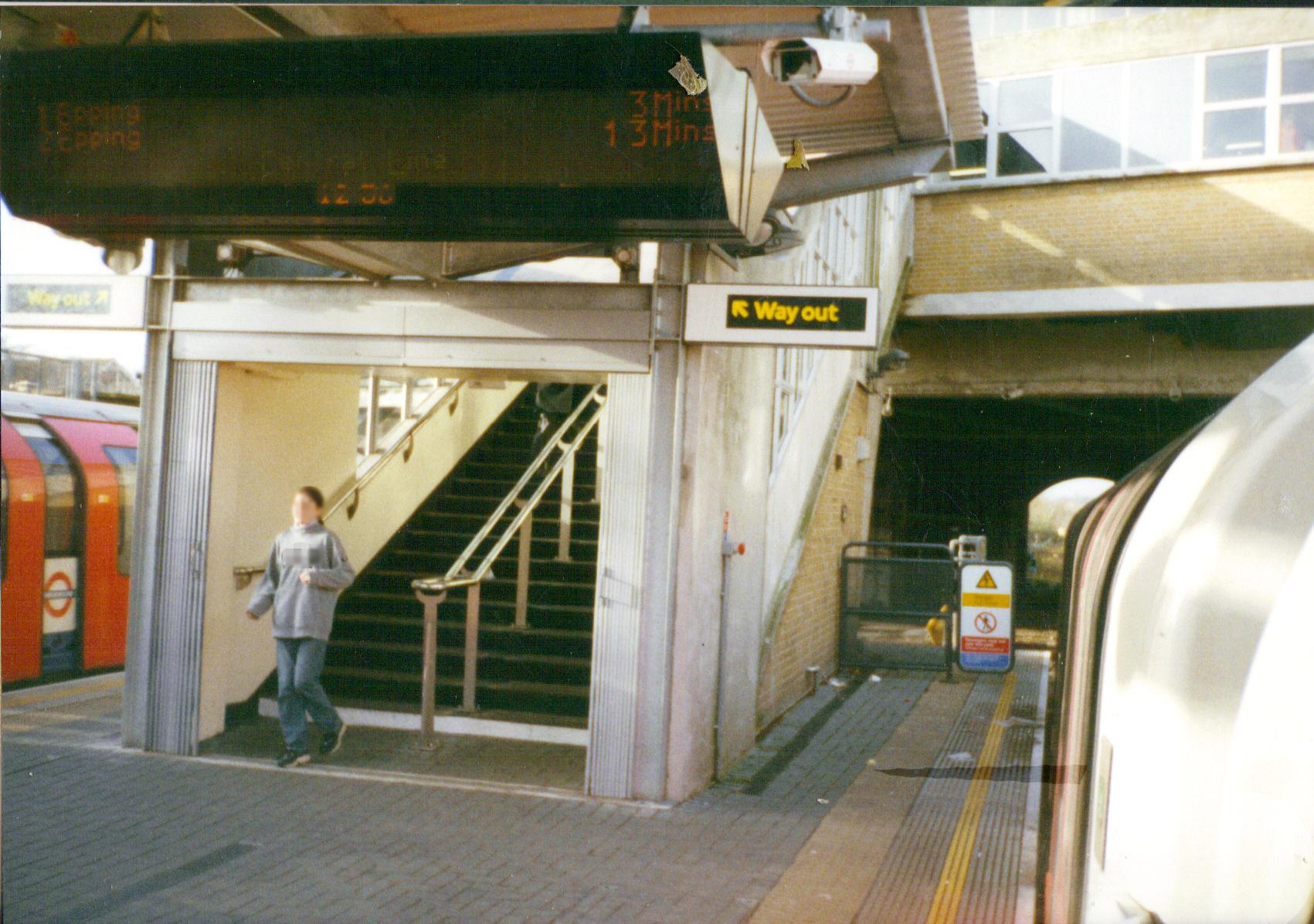